# Tyrone Garland
Pour les articles homonymes, voir Garland.
Tyrone W. « Ty » Garland, né le 13 août 1992 à Philadelphie, est un joueur américain de basket-ball.